# Edisonzähler

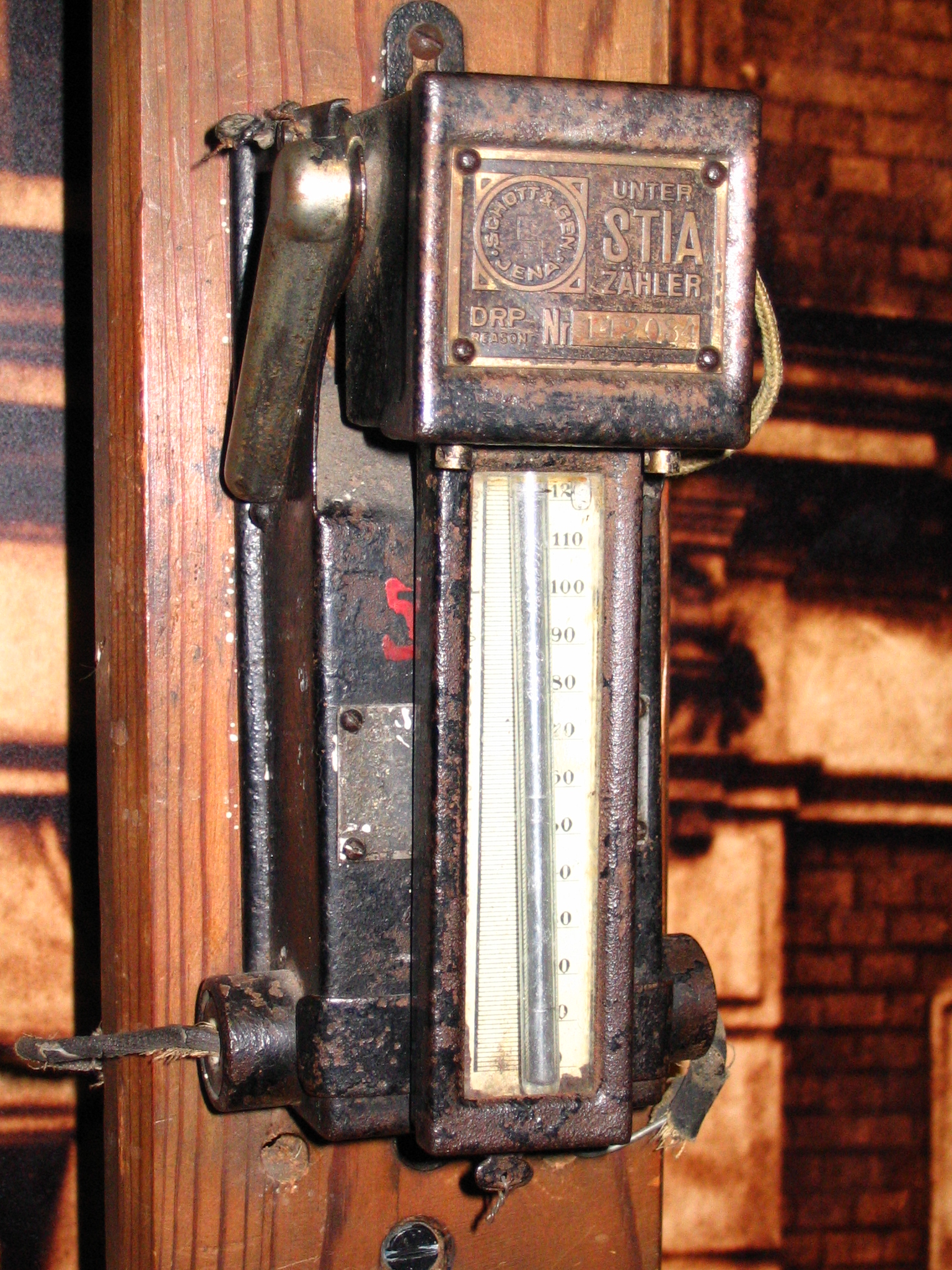
Quecksilbercoulometer, Edisonzähler späterer Bauart

Der Edisonzähler, oder STIA, diente in Privathaushalten und Großverbrauchern mit Gleichstromversorgung zur Messung der bezogenen Energie. Er hat heute keine praktische Anwendung mehr.
Der Edisonzähler war das erste praxistaugliche Messgerät für elektrische Energie im Endabnehmerbereich. Entwickelt wurde er von Thomas Alva Edison und seinem Mitarbeiter Arthur E. Kenelly auf Grundlage des von Michael Faraday 1834 entworfenen Voltameters. Offiziell eingeführt wurde er am 1. Februar 1883 als Messgerät zur Abrechnung der von Edisons Elektrizitätswerk gelieferten Energie.
Der Edisonzähler misst eigentlich nicht die elektrische Energie, sondern die elektrische Ladung. Dazu macht er sich die chemische Wirkung des elektrischen Stroms zunutze. Er besteht aus zwei Zinkvoltametern, bei denen im Betrieb an der Anode Zink abgeschieden wird. Die Gewichtsänderung der Anode lässt auf die durchflossene Ladung und damit (bei bekannter Spannung) auf die verbrauchte Energiemenge schließen.
Spätere Modelle arbeiteten dann mit einem Quecksilbervoltameter, bei dem sich das an der Anode abgeschiedene Metall in einer Glasröhre sammelte, neben der eine direkt in Amperestunden geeichte Skala angebracht war. Durch Hochklappen der Skaleneinheit konnte das Quecksilber nach der Ablesung zur Kathode zurückbefördert werden und der Zähler so wieder genullt werden. Danach wurde der Zähler durch eine neue Plombe gesichert.
Da diese Art von Messgeräten nur mit Gleichstrom funktioniert, verloren sie mit dem Verschwinden der Gleichstromnetze an Bedeutung.
Für die heutigen Zähler für Wechselstrom siehe den Artikel Stromzähler.